# Vitnäbbad sporrgök
Vitnäbbad sporrgök (Centropus menbeki) är en fågel i familjen gökar inom ordningen gökfåglar. Den förekommer på Nya Guinea nmed kringliggande öar. Beståndet anses vara livskraftigt.

## Utseende och läte
Vitnäbbad sporrgök är en stor sporrgök med helsvart fjäderdräkt, ljus näbb och rött öga. Lätet består av en kort fras med djupa hoanden.

## Utbredning och systematik
Vitnäbbad sporrgök delas in i tre underarter med följande utbredning:
- Centropus menbeki menbeki – förekommer på Nya Guinea, västra papuanska öarna och Numfoor
- Centropus menbeki jobiensis – förekommer på Yapen (Geelvink Bay utanför norra Nya Guinea)
- Centropus menbeki aruensis – förekommer på Aruöarna

Underarten jobiensis inkluderas ofta i nominatformen.

## Levnadssätt
Vitnäbbad sporrgök hittas i fuktiga skogar. Där bebor den tät vegetation och kan vara mycket svår att få syn på.

## Status och hot
Arten har ett stort utbredningsområde, men tros minska i antal, dock inte tillräckligt kraftigt för att den ska betraktas som hotad. Internationella naturvårdsunionen IUCN listar arten som nära hotad (LC).

## Namn
Fågeln har fått sitt vetenskapliga namn efter menebiki, namnet på arten på lokala språk. På svenska har den även kallats större svartsporrgök.